# Бондарович, Виктор Ильич
Виктор Ильич Бондарович (род. 18 октября 1960, Минск) — белорусский оператор-постановщик, работающий на киностудии «Беларусьфильм».

## Биография
В 1986—1992 годах Бондарович учился во ВГИКе на кинооператорском факультете (мастерская А. В. Гальперина). В 1981 году начал работать на киностудии «Беларусьфильм». Снял свыше трёхсот документальных фильмов, рекламных роликов, сюжетов. В качестве оператора-постановщика снял ряд художественных фильмов.
Членом правления «Белорусского союза кинематографистов».

## Работы
- 1993 — «Посторонний» (Беларусь-Литва)
- 2005 — «Москва-Берлин» (12 новелл о войне)
- 2008 — «Щит Отечества» (к/c «Беларусьфильм»)
- 2008 — «Командировка» («СИФ» Москва)
- 2009 — «Днепровский рубеж», 2 серии (к/c «Беларусьфильм»)
- 2011 — «Тихий центр», 4 серии (к/c «Беларусьфильм»)
- 2011 — «Навигатор», 16 серий («Art Line Cinema» для «ТВ 3»)
- 2011—2012 — «Украсть Бельмондо», 6 серий
- 2013 — «Ба-бу»
- 2014— «Невероятные приключения Арбузика и Бебешки»
- 2016-2018 — «Держись за облака», 8 серий  (совместно) (к/c «Беларусьфильм»)
- 2017-2018 — «Не игра» (к/c «Беларусьфильм»)
- 2018 — киноальманах «Война. Остаться человеком» (к/c «Беларусьфильм»)

## Награды
Бондарович имеет ряд призов, в том числе: «Гран-при» на фестивале в г. Севастополь, приз «Евразийского кинокомитета», приз за лучшую операторскую работу на кинофестивале в Бресте в 2010 году.